# Herbert Ranggetiner
Herbert Ranggetiner (* 1968) ist ein österreichischer Sport- und Alpinkletterer sowie Filmproduzent. Ihm gelangen zahlreiche Erstbegehungen bis zum Schwierigkeitsgrad 9a sowie Free-Solos bis zum Grad 8b. Er produzierte zudem drei Kletterfilme, darunter Der Rote Turm. Ranggetiner arbeitet als Bergführer und lebt in Mühlbach im Pinzgau.

## Karriere
Herbert Ranggetiner begann 1994 mit dem Klettern und erreichte nach einem halben Jahr bereits den oberen siebten französischen Schwierigkeitsgrad. An der Südwand des Roten Turms in den Lienzer Dolomiten erschloss er ab 1999 auf 2600 Metern Meereshöhe ein Sportklettergebiet. Dort gelang ihm die Erstbegehung seiner bisher schwersten Routen:
- Einstein (8b+), erstbegangen 2001, erste Osttiroler Route in diesem Schwierigkeitsgrad
- Heimspiel (8c), erstbegangen am 7. Juni 2003[2]
- Per Sempre (8c+), erstbegangen 2004, bisher ohne Wiederholung (Stand: 2010)[3]
- Licht und Schatten (9a), nach vier Jahren projektieren am 5. Juli 2006 erstbegangen, bisher ebenfalls ohne Wiederholung[4]

Insgesamt konnte Ranggetiner bisher über 100 Routen ab 8a aufwärts erstbegehen.
Immer wieder kletterte Ranggetiner Routen auch free-solo. Bisher gelangen ihm so etwa 50 seilfreie Alleingänge, darunter 2006 die vorher von ihm erstbegangene Route www.hornhaut.ade (8b), weltweit einer der bisher schwierigsten Free-Solo-Begehungen.

## Weitere bedeutende Erstbegehungen
- Black Betty im von Ranggetiner erschlossenen Klettergebiet Weißer Narr nördlich von Matrei in Osttirol; 45 Meter lang, Schwierigkeitsgrad 8b[2]
- Letzter Streich am Urlkopf, 200 Meter, 6 Seillängen, Schwierigkeitsgrad 8b[6]
- Nationalfeiertag im Dachsteinmassiv; erste Rotpunktbegehung der 120 m langen Route im Schwierigkeitsgrad 8a+, 2009
- Wombat, Erstbegehung der Sportkletterroute im Grad 8c, 2009